# Margattea nana
Margattea nana är en kackerlacksart som först beskrevs av Henri Saussure 1869.  Margattea nana ingår i släktet Margattea och familjen småkackerlackor. Inga underarter finns listade i Catalogue of Life.